# Bluestone Wildlife Management Area
Das Bluestone Wildlife Management Area (auch Bluestone Lake Wildlife Management Area) ist eine circa 71,8 km² große Wildlife Management Area (WMA) und ist gleichzeitig Erholungsgebiet im Süden von West Virginia. Es umfasst Land- und Wasserflächen rund um den Bluestone Lake und den New River und liegt in den drei Counties Summers, Mercer und Monroe, West Virginia. Ein Teil des Sees gehört zum angrenzenden State Park, der Rest zum WMA.

## Verwaltung
Das Gebiet gehört dem U.S. Army Corps of Engineers, wird jedoch von der Wildlife Resources Section der West Virginia Division of Natural Resources betrieben. Ziel ist es, Wildtier- und Gewässerschutz mit öffentlichen Jagd- und Fischereimöglichkeiten zu verbinden.

## Landschaft und Naturschutz
Die Landschaft reicht von Flussniederungen bis zu steilen Kliffs und bewaldeten Hügeln mit überwiegend Eichen-Hickory-Wäldern, auf Höhen zwischen 427 m und 587 m. Der Zugang erfolgt über die West Virginia Route 20. In der Nähe befinden sich der Pipestem Resort State Park und der New River Gorge National Park. Das macht die gesamte Region zu einem attraktiven Natur- und Freizeiterlebnis.
Das WMA nutzt gezielte Maßnahmen (z. B. Vegetationspflege, Mäharbeiten, Pflanzungen), um Habitate für Arten wie Weißwedelhirsche, Truthähne, Kaninchen und Tauben zu erhalten.
Die Arbeiten am Bluestone-Staudamm führen zu Unterschieden im Wasserspiegelniveau.

## Freizeit und Camping
Tagesnutzer zahlen keine Gebühr (Camping ausgenommen). Angeboten werden folgende Aktivitäten:
- Jagd auf Hirsche, Truthähne, Kleinvieh und Pelztiere; wobei spezielle Vorschriften wie Mindestgeweihweite gelten.
- Angeln – im See und Flüssen fangen Besucher v. a. Barsche und Welse.
- Bootsplätze – mit vier Rampen sowie Zugängen zu den Flüssen Indian Creek und New River bzw. dem Bluestone Lake, teilweise auch barrierefrei.
- Wandern, Reiten und Schießanlage mit etwa 35 km Wanderwegen und einem öffentlichen Schießstand.

Es gibt sieben Campingbereiche mit insgesamt circa 330 Plätzen: Bertha (55), Bull Falls (15), Cedar Branch (45), Indian Mills (15), Keatley (15), Mouth of Indian Creek (94) und Shanklin’s Ferry (91).

## Regeln und Zugangsbestimmungen
Ganzjähriger Zugang; Camping nur an ausgewiesenen Plätzen, Feuerstellen nur dort erlaubt. Jagd, Fischerei, Fahrzeuge und Verhalten unterliegen den Vorschriften der WVDNR.